# Grande Prêmio dos Estados Unidos de 2005
Resumo do Grande Prêmio dos Estados Unidos de Fórmula 1 realizado em Indianápolis em 19 de junho de 2005. Nona etapa temporada, foi vencido pelo alemão Michael Schumacher, que subiu ao pódio junto a Rubens Barrichello numa dobradinha da Ferrari, com Tiago Monteiro em terceiro pela Jordan-Toyota.
Este evento entrou para a história da Fórmula 1 de maneira negativa, pois 7 das 10 equipes a correr, temendo pela confiabilidade de seus pneus Michelin, devido a estouros dos pneus nos treinos,  se retiraram ao final da volta de apresentação por motivos de segurança. Apenas três equipes (seis carros) usuárias de um composto da fabricante Bridgestone optaram correr, sendo elasː Ferrari (representada por Michael Schumacher e Rubens Barrichello), Jordan (defendida por Tiago Monteiro e Narain Karthikeyan) e Minardi (guiada por Christijan Albers e Patrick Friesacher). Tal descalabro resultou num enorme prejuízo à imagem da Fórmula 1, sobretudo nos Estados Unidos, onde a categoria vinha lutando para se reestabelecer desde o seu retorno ao país em 2000, após nove anos de ausência. Alguns rotularam a corrida como Indygate.
A vitória coube ao alemão Michael Schumacher em sua última dobradinha com Rubens Barrichello pela Ferrari, bem como o último pódio do brasileiro pela Casa de Maranello. Este resultado elevou Schumacher para o terceiro lugar no mundial de pilotos e sem os fáceis dezoito pontos conquistados, certamente a equipe italiana terminaria atrás da Toyota no mundial de construtores, já que o time japonês ficou a doze pontos da Ferrari, terceira colocada.

## Polêmica antes da corrida

### Falhas nos pneus da Michelin
Na sexta-feira, 17 de junho, durante a sessão livre da tarde, Ralf Schumacher, piloto da Toyota, bateu fortemente no muro da curva 13 do Indianapolis Motor Speedway, aparentemente como resultado de uma falha no pneu traseiro esquerdo. Ele não pôde competir, e foi substituído por Ricardo Zonta, piloto de testes da Toyota, para o resto do fim de semana. Ralf já havia tido uma colisão forte na curva 13 no ano anterior, ainda pilotando pela equipe Williams. A curva 13 era até 2020 a única curva inclinada na Fórmula 1 percorrida em velocidade máxima, o que causava uma pressão dos pneus maior do que o habitual. No dia seguinte, a Michelin informou que não entendia por que os pneus que tinha selecionado para as sete equipes clientes– BAR, McLaren, Red Bull, Renault, Toyota, Sauber, e Williams– apresentavam falhas nesta curva, e anunciou a intenção de pedir novos conjuntos de pneus à sede, em Clermont-Ferrand. Infelizmente, os pneus solicitados para a substituição, eram do mesmo tipo do utilizado no Grande Prêmio da Espanha no início do ano, que apresentou o mesmo problema, quando testado.

### Correspondências entre Michelin e FIA

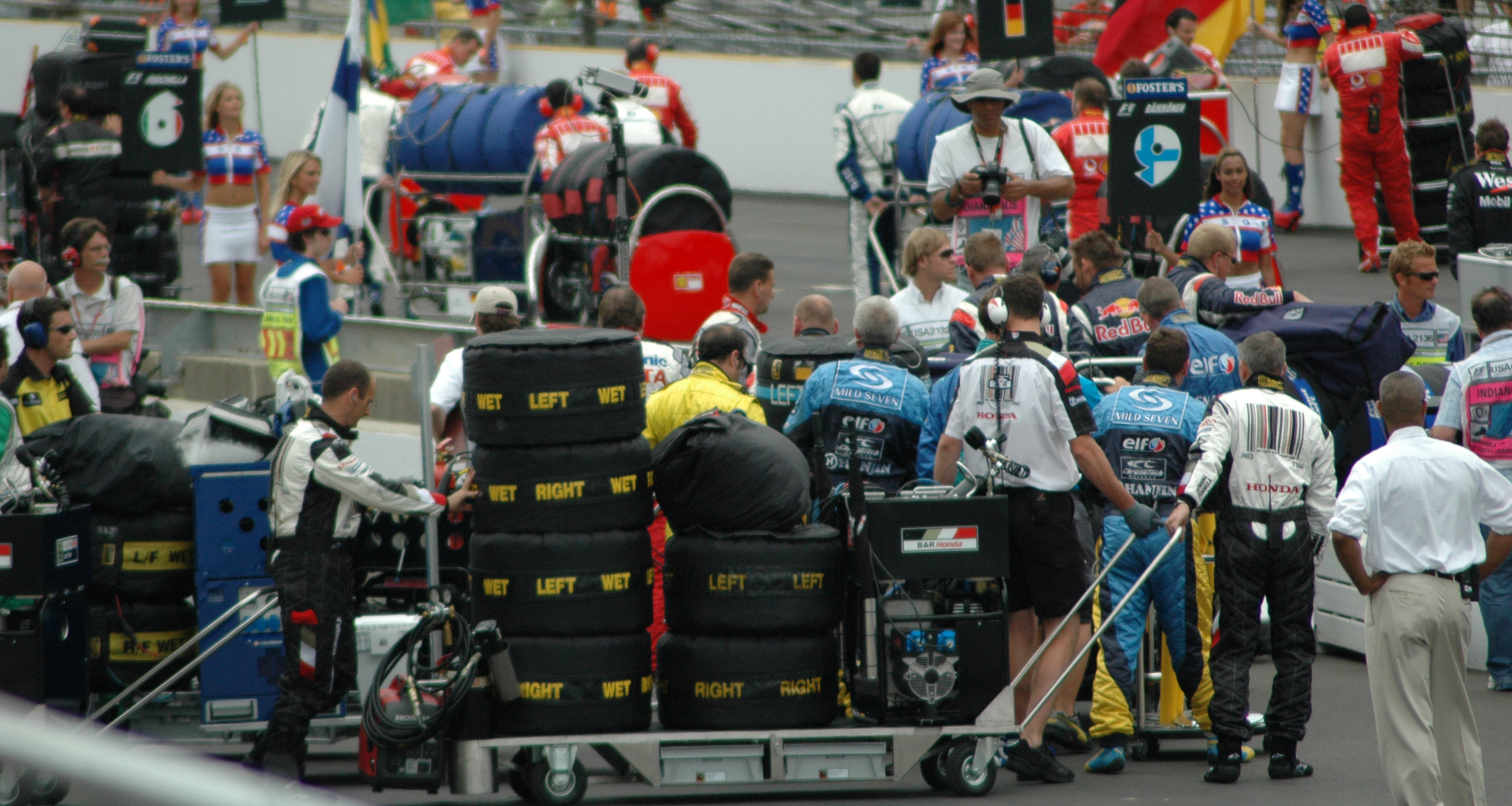
Problemas técnicos com os pneus da Michelin provocaram o abandono de sete equipes da corrida, sobrando apenas as três equipes que utilizavam os pneus Bridgestone.

No sábado, 18 de junho, os representantes da Michelin, Pierre Dupasquier e Nick Shorrock, enviaram uma carta ao diretor de corridas da FIA, Charlie Whiting, revelando o desconhecimento da causa das falhas apresentadas nos pneus dos carros da Toyota, e que, a menos que fosse diminuída a velocidade na curva 13, eles não garantiam a segurança dos pneus em mais de dez voltas.
Whiting respondeu no domingo, 19 de junho, manifestando sua surpresa pelo fato da Michelin não ter os pneus adequados, sugerindo que as equipes deveriam limitar seus pilotos para a velocidade máxima de segurança especificada pela Michelin na curva 13. Ele também aborda diversas soluções que tinham sido propostas pelas equipes, insistindo que a utilização da nova especificação dos pneus na véspera seria "uma violação das regras a serem consideradas pelos fiscais", e a colocação de uma chicane na curva foi considerada "fora de cogitação"– a corrida não seria validada pela FIA (tornando-se uma corrida fora do campeonato) caso fosse mudado o desenho da pista. Ele considerou as propostas feitas pelas equipes com pneus Michelin "extremamente injustas" para as equipes com pneus Bridgestone.

### Tentativas de acordo
Paul Stoddart, então proprietário da equipe Minardi, e que utilizava os pneus Bridgestone, publicou um relato, na quarta-feira, 22 de junho, dos acontecimentos que conduziram à corrida. Stoddart marcou uma reunião em torno das 10h00min do dia da corrida, na qual o dono do circuito, Tony George, "os dois representantes máximos da Michelin presentes no circuito", Bernie Ecclestone (à epoca, presidente e CEO da Formula One Management e Formula One Administration), os chefes das equipes, e os representantes das equipes técnicas da Michelin foram convocados. Todos os convidados estavam presentes, exceto Jean Todt, então chefe de equipe da Scuderia Ferrari.

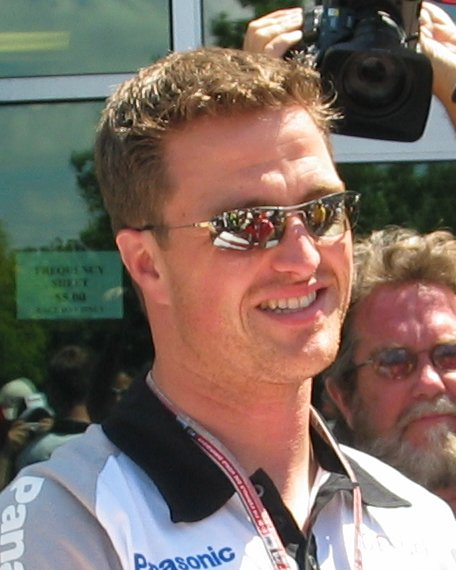
Ralf Schumacher na sessão de autógrafos, antes da sessão de treino livre em que sofreu o acidente na curva 13.

Segundo Stoddart, a reunião se realizou do seguinte modo: Os representantes da Michelin declararam as suas posições, de que os pneus fornecidos para as equipes não eram seguros para uma corrida completa, e solicitaram que as equipes da fabricante Bridgestone, representados por Stoddart e Colin Kolles, da equipe Jordan, permitissem a instalação de uma chicane na curva 13. Os presentes discutiram, e concordaram em rejeitar a solução da FIA, de limitar a velocidade dos carros de Michelin na curva, por causa de possíveis acidentes. Eles descartaram a possibilidade de fazer pit stops a cada dez voltas, e concluiram que a chicane era a melhor solução, instruindo vários representantes técnicos para preparar planos para a sua instalação. Bernie Ecclestone se voluntariou para consultar Todt, que não havia chegado para a reunião, e Max Mosley, presidente da FIA, que não estava presente na corrida. Ele ainda convocaria uma nova reunião, quando tivesse as respostas de Todt e Mosley.
Ecclestone retornou por volta de 10h55min para informar ao grupo que Todt foi contra a criação da chicane, sustentando que era um problema da FIA e da Michelin, e não seu. Segundo Stoddart, no relato que foi publicado sobre a reunião, Todt negou que tivesse sido consultado, mas afirmou que, se solicitado, ele não teria concordado com a instalação da chicane. Além disso, Ecclestone relatou que "Sr. Mosley tinha afirmado que, se todas as tentativas fossem feitas para alterar o circuito, ele iria cancelar o Grande Prêmio, de imediato".

### Plano dos chefes de equipe
O grupo, de acordo com o relato de Stoddart, continuou a propor soluções alternativas, incluindo propostas de "uma corrida inválida para o campeonato", ou "uma corrida em que as equipes da Michelin não poderiam marcar pontos", ou ainda, "uma corrida em que somente as equipes Michelin fariam o traçado com a nova chicane". A decisão do grupo, porém, foi de que a melhor opção seria a de instalar a chicane, e tornar a corrida inválida para o campeonato, sem a Ferrari, se necessário.
Para ignorar as instruções da FIA, e continuar a corrida, teria como resultado a retirada do pessoal da FIA, assim, fazendo com que o grupo nomeasse outras pessoas para ocupar os vários cargos, incluindo um diretor de corrida, para substituir Charlie Whiting, e um piloto no carro de segurança, para substituir Bernd Mayländer. Os chefes de equipe foram instruídos a comunicar suas respectivas equipes, que na ausência de equipamentos e controladores da FIA, as normas técnicas não poderiam ser executadas, e que estavam eles a conduzir honrosamente os interesses da corrida.
Eles decidiram convocar os vinte pilotos, para apresentar o plano. Das opiniões dos pilotos, Stoddart escreve: "Embora eu não possa testemunhar que todos os pilotos concordaram com o que estávamos propondo, o que eu posso dizer, com certeza, é que nenhum piloto discordou." Os pilotos da Ferrari não expressaram suas opiniões sobre o assunto, deixando a decisão para Todt, que não estava presente. Os nove chefes de equipe, presentes na reunião, decidiram que, a menos que a FIA chegasse a uma decisão no interesse do esporte, não disputariam a corrida.

Curva 13, o centro da controvérsia.

Após um breve intervalo, o grupo reuniu-se, novamente, no escritório de Ecclestone para encontrar Flavio Briatore, chefe de equipe da Renault, no telefone com Max Mosley. Mosley tinha aparentemente rejeitado todas as suas propostas mas, na verdade, "foi relatado a ele, que Mosley tinha informado o Sr. Martin, o mais alto representante da FIA nos EUA, que se qualquer tipo de corrida fora do campeonato fosse disputada, ou qualquer tipo de alteração no circuito, o Grande Prêmio dos EUA, e todos os regulamentos da FIA no automobilismo dos EUA, estariam sob ameaça". No mesmo dia em que foi publicada a versão de Stoddart, sobre os fatos, a FIA emitiu uma nota, negando que Mosley tenha relatado a ameaça, ou que tenha tido a conversa no local.
Após ter esgotado as possibilidades, os chefes das equipes da Michelin, Stoddart, e Bernie Ecclestone– sem Colin Kolles da equipe Jordan– discutiram se os seus carros deveriam ir até o grid de largada, e foi decidido que eles participariam da volta de aquecimento, mas não participariam da corrida. Stoddart perguntou a Kolles, se os carros de sua equipe disputariam a corrida, e foi informado que sim, apesar de anteriormente não concordar em disputá-la. Stoddart foi então abordado por um representante da Bridgestone e disse que a Bridgestone queria que sua equipe corresse; E afirmou ainda que, dada a sua "atual relação com o Mosley, [ele] sentiu que seriam tomadas sanções pesadas, caso [ele] não [corresse]." Stoddart também decidiu colocar seus pilotos na corrida, mas afirmou que se a Jordan não disputasse a corrida a sua equipe se retiraria.

## Corrida

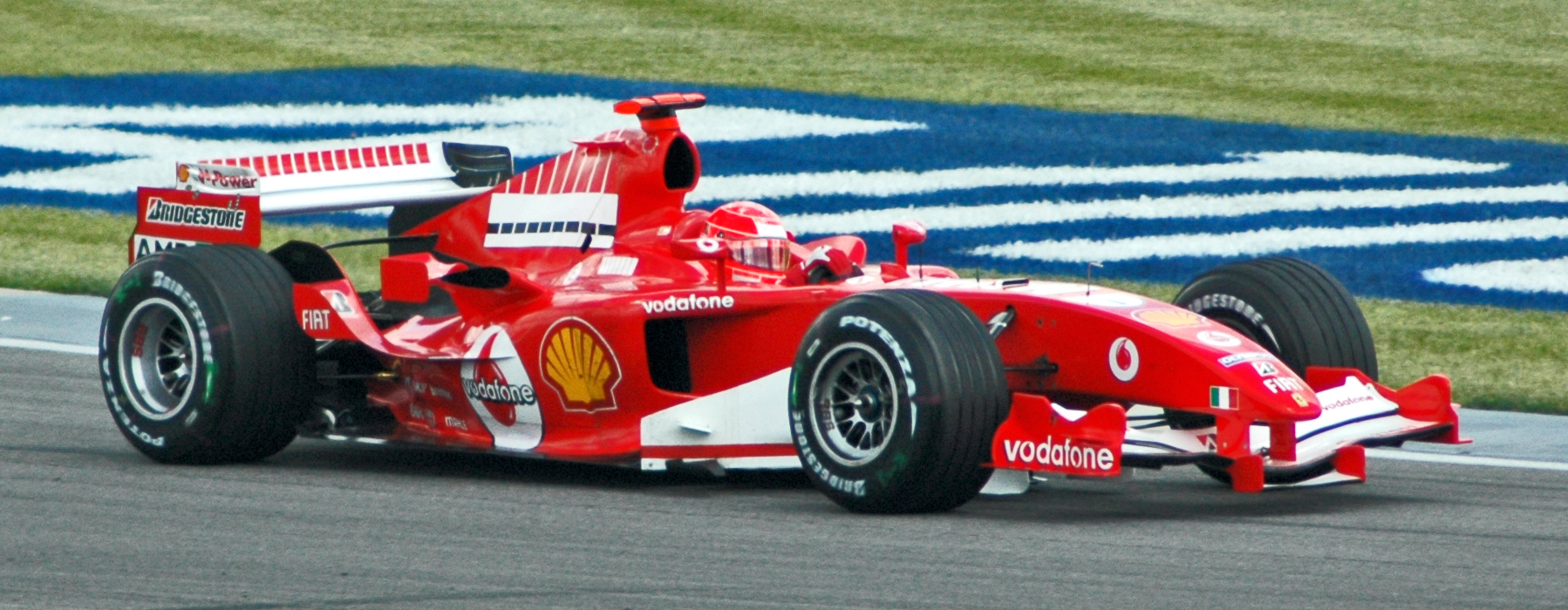
Michael Schumacher (na foto, durante a qualificação) conquistou sua primeira, e única, vitória na temporada.

No início da corrida, todos os carros foram alinhados no grid pelo procedimento de corrida da FIA. Charlie Whiting sinalizou luz verde para iniciar a volta de apresentação, e todos os vinte carros foram para a volta única, antes de formar o grid de largada. Antes de chegar na curva 13 (a curva que foi o centro da controvérsia), os carros das sete equipes da Michelin se dirigiram aos boxes, sobrando apenas os carros das equipes Ferrari, Jordan e Minardi no grid de largada.
A passagem pelas equipes, de chegar ao grid e, em seguida, voltar para o pit após a volta de apresentação, indignou os fãs, que não tinham ideia do que estava acontecendo. Vaias foram ouvidas, e alguns objetos foram jogados na pista. As duas Ferraris assumiram rapidamente a liderança, com Michael Schumacher e Rubens Barrichello, respectivamente, seguidos, pelas Jordans de Tiago Monteiro e Narain Karthikeyan, em um distante terceiro e quarto, e pelas Minardis de Christijan Albers e Patrick Friesacher, nas duas "últimas" posições.

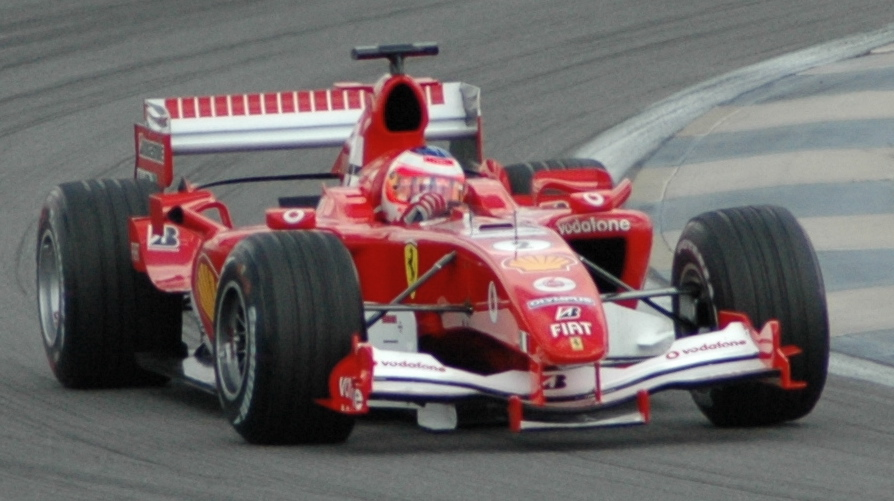
Rubens Barrichello (na foto, durante a qualificação) liderou a corrida por 22 voltas, mas terminou em segundo.

A corrida foi marcada pelas estratégias de parada, com ultrapassagens apenas em voltas sobre retardatários. Albers foi o único piloto a parar três vezes, com os demais pilotos fazendo duas paradas. As únicas trocas na liderança aconteceram na volta 26, quando Barrichello assumiu a liderança, após a segunda parada de Schumacher, que foi de 32 segundos, e na volta 51, quando Schumacher fez uma parada de 23.615 segundos, dando-lhe tempo suficiente para sair do pit lane ao mesmo tempo em que Barrichello passava na reta, o que resultou em uma dividida de curva entre eles, com Barrichello passando pela grama, na curva um. Após o incidente, que não foi investigado pelos fiscais da corrida, ambos pilotos foram avisados, pelo rádio, para manter suas posições, e administrarem a distância confortável que tinham para os outros competidores. Todos os seis completaram a prova, sendo a terceira vez na história da Fórmula 1 que não houve abandono, dos pilotos que largaram. Jordan e Minardi marcaram seus primeiros pontos, no caso da Minardi os únicos, na temporada, com os seus pilotos marcando seus primeiros pontos na Fórmula 1.
Na cerimônia do pódio, em que nenhum dos apresentadores programados estavam presentes, todos os membros da equipe Ferrari receberam tranquilamente seus prêmios e saíram rapidamente. No entanto, Monteiro ficou para trás, para comemorar o seu primeiro pódio e o primeiro para um piloto português.

## Desfecho

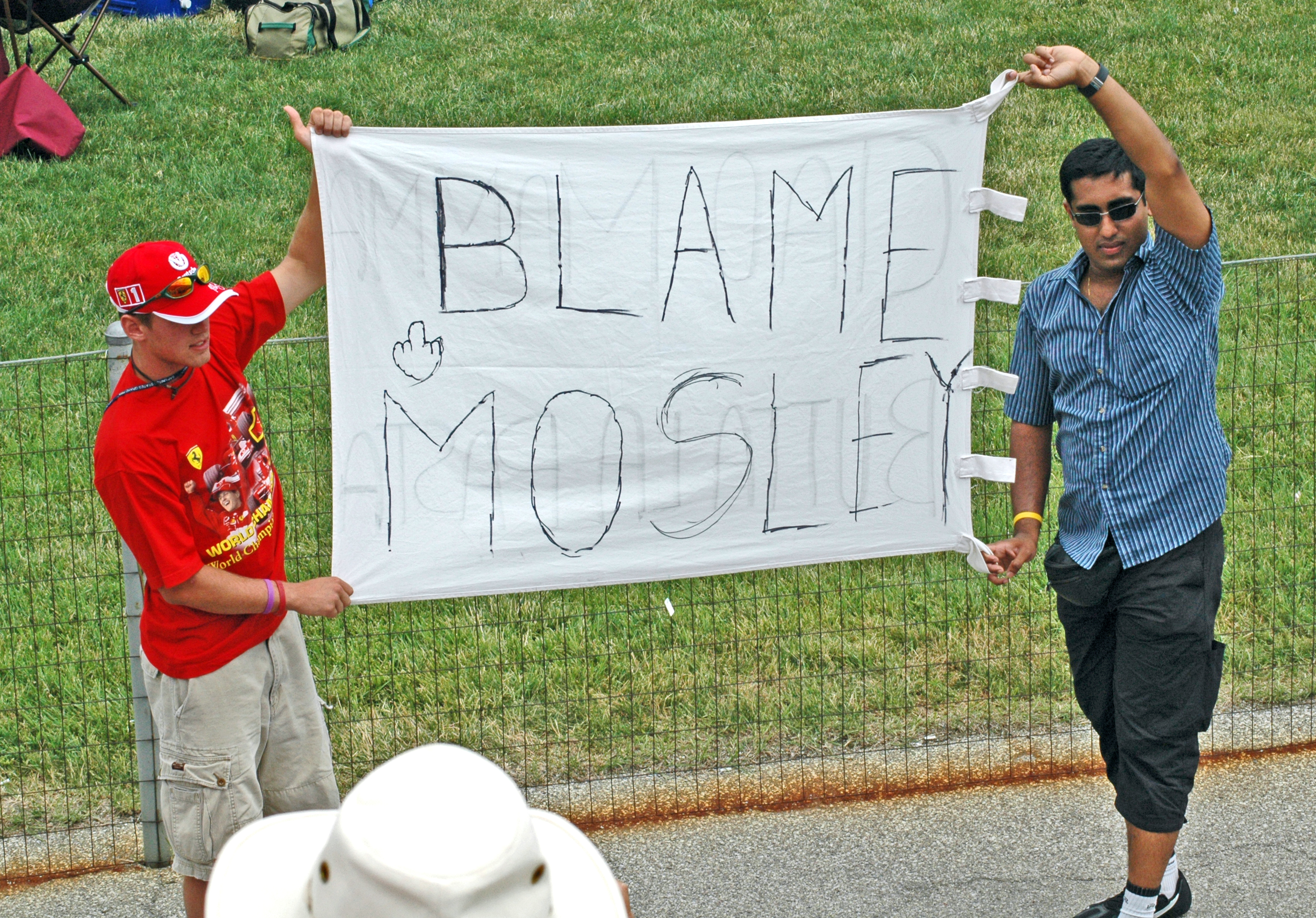
Fãs descontentes culpando o presidente da FIA Max Mosley pelos eventos da corrida

A vitória de Schumacher, única dele em 2005, moveu-o de quinto para segundo no campeonato de pilotos. Rubens Barrichello foi movido de sexto para quarto, e a equipe Ferrari foi movida do quinto lugar para o terceiro no Campeonato de Construtores. As equipes Jordan e Minardi marcaram pontos, deixando a equipe BAR-Honda como o único time que não marcou ponto algum até aquela altura do campeonato. Entretanto, estas mudanças de posições do campeonato foram minimizadas pela falha de se encontrar uma solução que possibilitasse às equipes que usavam pneus Michelin de competir em segurança.
Bernie Ecclestone, em resposta a uma pergunta feita por Martin Brundle em uma entrevista concedida à ITV um pouco antes do início da corrida, descreveu o futuro da Formula 1 e da Michelin no esporte como "nada bons". Também disse que "o incidente não foi por culpa dos times, para ser honesto."
A corrida foi rotulada como uma farsa, e David Coulthard disse: "O incidente coloca em dúvida o futuro da corrida nos Estados Unidos." Alguns apontaram que discórdias anteriores entre as equipes e Max Mosley (que levou à ameaça de criação do Grand Prix World Championship como uma alternativa à Formula 1) como um fator crítico pela falha para se acertar um compromisso para a competição e sentiram que os eventos decorrentes desta corrida aumentaram significativamente o risco de uma ruptura completa entre as partes.
O chefe da equipe Minardi, Paul Stoddart, disse imediatamente após a corrida que os nove times – todos, menos a Ferrari – concordaram em não correr, e se a Jordan não tivesse revertido sua decisão no último minuto, que a Minardi teria boicotado a corrida. Em outra declaração, feita mais tarde, disse que apesar da falha de fornecer um pneu confiável pela Michelin ter sido a causa para o início dos problemas, o ônus da culpa pelas falhas era em grande parte de Max Mosley e a FIA, e em pequena parte para o que ele caracterizou como o chefe de equipe obstrucionista da Ferrari Jean Todt. Mais adiante sugeriu a demissão de Mosley.

## Outras informações
- Único GP que Ricardo Zonta entrou como piloto titular em 2005. Zonta substituía Ralf Schumacher, que sofreu um acidente na curva 13 no treino de sexta-feira.
- Primeira pole position da equipe Toyota.
- Primeiro pódio: Tiago Monteiro
- Primeiros pontos: Tiago Monteiro, Narain Karthikeyan, Christijan Albers, Patrick Friesacher
- Última corrida: Ricardo Zonta

### Transmissão para o Brasil
Prova realizada às 15h (13h locais) em Indianápolis, a Rede Globo interrompeu-a por causa do jogo de futebol do Brasil e México pela Copa das Confederações. Os informes da prova, disputada por apenas seis carros, surgiam em flashes.

## Pilotos de sexta-feira
| Construtor        | Nº | Piloto           |
| ----------------- | -- | ---------------- |
| McLaren-Mercedes  | 35 | Pedro de La Rosa |
| Sauber-Petronas   |    | n/d              |
| Red Bull-Cosworth | 37 | Scott Speed      |
| Toyota            | 38 | Ricardo Zonta    |
| Jordan-Toyota     | 39 | Robert Doornbos  |
| Minardi-Cosworth  |    | n/d              |

## Classificação da prova

### Treino classificatório

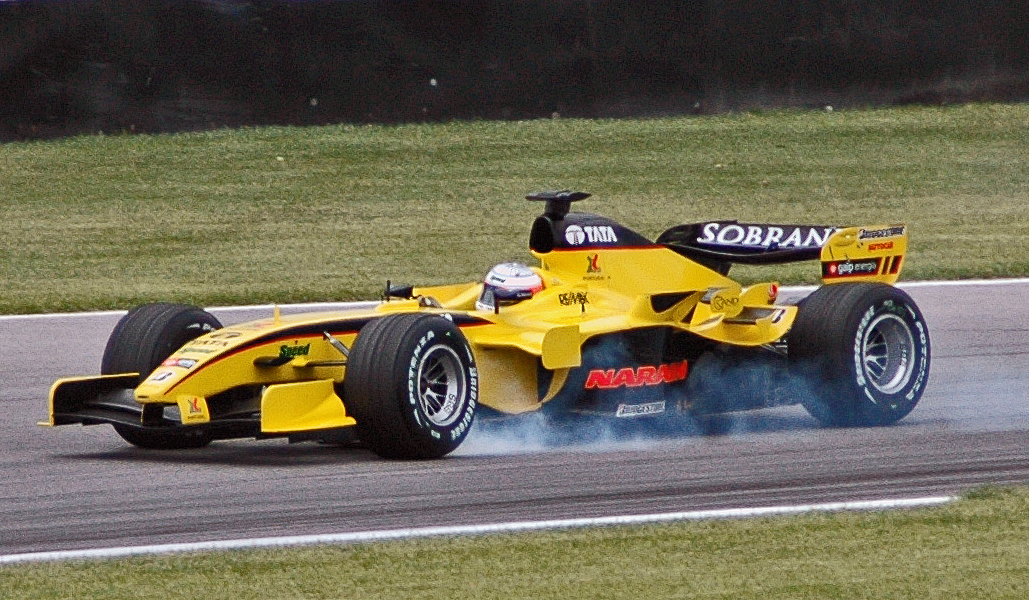
Narain Karthikeyan, piloto da Jordan, travando os pneus durante a qualificação.

| Pos.   | Nº | Piloto               | Construtor        | Volta    | Diferença |
| ------ | -- | -------------------- | ----------------- | -------- | --------- |
| 1      | 16 | Jarno Trulli         | Toyota            | 1:10.625 | —         |
| 2      | 9  | Kimi Räikkönen       | McLaren-Mercedes  | 1:10.694 | + 0.069   |
| 3      | 3  | Jenson Button        | BAR-Honda         | 1:11.277 | + 0.652   |
| 4      | 6  | Giancarlo Fisichella | Renault           | 1:11.290 | + 0.665   |
| 5      | 1  | Michael Schumacher   | Ferrari           | 1:11.369 | + 0.744   |
| 6      | 5  | Fernando Alonso      | Renault           | 1:11.380 | + 0.755   |
| 7      | 2  | Rubens Barrichello   | Ferrari           | 1:11.431 | + 0.806   |
| 8      | 4  | Takuma Sato          | BAR-Honda         | 1:11.497 | + 0.872   |
| 9      | 7  | Mark Webber          | Williams-BMW      | 1:11.527 | + 0.902   |
| 10     | 12 | Felipe Massa         | Sauber-Petronas   | 1:11.555 | + 0.930   |
| 11     | 10 | Juan Pablo Montoya   | McLaren-Mercedes  | 1:11.681 | + 1.056   |
| 12     | 11 | Jacques Villeneuve   | Sauber-Petronas   | 1:11.691 | + 1.066   |
| 13     | 17 | Ricardo Zonta        | Toyota            | 1:11.754 | + 1.129   |
| 14     | 15 | Christian Klien      | Red Bull-Cosworth | 1:12.132 | + 1.507   |
| 15     | 8  | Nick Heidfeld        | Williams-BMW      | 1:12.430 | + 1.805   |
| 16     | 14 | David Coulthard      | Red Bull-Cosworth | 1:12.682 | + 2.057   |
| 17     | 18 | Tiago Monteiro       | Jordan-Toyota     | 1:13.462 | + 2.837   |
| 18     | 21 | Christijan Albers    | Minardi-Cosworth  | 1:13.632 | + 3.007   |
| 19     | 19 | Narain Karthikeyan   | Jordan-Toyota     | 1:13.776 | + 3.151   |
| 20     | 20 | Patrick Friesacher   | Minardi-Cosworth  | 1:14.494 | + 3.869   |
| Fonte: |    |                      |                   |          |           |

### Corrida
| Pos.   | Nº | Piloto               | Equipe            | Voltas | Tempo/Diferença | Grid | Pontos |
| ------ | -- | -------------------- | ----------------- | ------ | --------------- | ---- | ------ |
| 1      | 1  | Michael Schumacher   | Ferrari           | 73     | 1:29:43.181     | 5    | 10     |
| 2      | 2  | Rubens Barrichello   | Ferrari           | 73     | + 1.522         | 7    | 8      |
| 3      | 18 | Tiago Monteiro       | Jordan-Toyota     | 72     | + 1 volta       | 17   | 6      |
| 4      | 19 | Narain Karthikeyan   | Jordan-Toyota     | 72     | + 1 volta       | 19   | 5      |
| 5      | 21 | Christijan Albers    | Minardi-Cosworth  | 71     | + 2 voltas      | 18   | 4      |
| 6      | 20 | Patrick Friesacher   | Minardi-Cosworth  | 71     | + 2 voltas      | 20   | 3      |
| DNS    | 16 | Jarno Trulli         | Toyota            | 0      | Retirou-se      | 1    |        |
| DNS    | 9  | Kimi Räikkönen       | McLaren-Mercedes  | 0      | Retirou-se      | 2    |        |
| DNS    | 3  | Jenson Button        | BAR-Honda         | 0      | Retirou-se      | 3    |        |
| DNS    | 6  | Giancarlo Fisichella | Renault           | 0      | Retirou-se      | 4    |        |
| DNS    | 5  | Fernando Alonso      | Renault           | 0      | Retirou-se      | 6    |        |
| DNS    | 4  | Takuma Sato          | BAR-Honda         | 0      | Retirou-se      | 8    |        |
| DNS    | 7  | Mark Webber          | Williams-BMW      | 0      | Retirou-se      | 9    |        |
| DNS    | 12 | Felipe Massa         | Sauber-Petronas   | 0      | Retirou-se      | 10   |        |
| DNS    | 10 | Juan Pablo Montoya   | McLaren-Mercedes  | 0      | Retirou-se      | 11   |        |
| DNS    | 11 | Jacques Villeneuve   | Sauber-Petronas   | 0      | Retirou-se      | 12   |        |
| DNS    | 17 | Ricardo Zonta        | Toyota            | 0      | Retirou-se      | 13   |        |
| DNS    | 15 | Christian Klien      | Red Bull-Cosworth | 0      | Retirou-se      | 14   |        |
| DNS    | 8  | Nick Heidfeld        | Williams-BMW      | 0      | Retirou-se      | 15   |        |
| DNS    | 14 | David Coulthard      | Red Bull-Cosworth | 0      | Retirou-se      | 16   |        |
| Fonte: |    |                      |                   |        |                 |      |        |

## Tabela do campeonato após a corrida
| Var.    | Pos. | Piloto             | Pontos |
| ------- | ---- | ------------------ | ------ |
| Estável | 1    | Fernando Alonso    | 59     |
| Estável | 2    | Kimi Räikkönen     | 37     |
| 2       | 3    | Michael Schumacher | 34     |
| 3       | 4    | Rubens Barrichello | 29     |
| 2       | 5    | Jarno Trulli       | 27     |
| Fonte:  |      |                    |        |

| Var.    | Pos. | Construtor       | Pontos |
| ------- | ---- | ---------------- | ------ |
| Estável | 1    | Renault          | 76     |
| Estável | 2    | McLaren–Mercedes | 63     |
| 2       | 3    | Ferrari          | 63     |
| 1       | 4    | Williams–BMW     | 47     |
| 1       | 5    | Toyota           | 47     |
| Fonte:  |      |                  |        |

- Nota: Somente as primeiras cinco posições estão listadas.